# Rhodometra sanguinaria
Rhodometra sanguinaria är en fjärilsart som beskrevs av Eugen Johann Christoph Esper 1799. Rhodometra sanguinaria ingår i släktet Rhodometra och familjen mätare. Inga underarter finns listade.